# أحمد كحيل
أحمد كحيل لاعب كرة قدم قطري، ولد في (15 مارس 1985).
لعب سابقاً لأندية الجيش والخريطيات و الوكرة وعاد إلى الخريطيات في عام 2018 .

## روابط خارجية
- أحمد كحيل على موقع Soccerway.com (الإنجليزية)